# ایکس‌او-۴
ایکس‌او-۴ یک ستاره است که در صورت فلکی سیاه‌گوش قرار دارد.